# Tim Vleminckx
Tim Vleminckx (31 maart 1987) is een Belgische voetballer. Zijn huidige club is K. Kontich FC. Hij maakte op 24 november 2006 met Germinal Beerschot zijn debuut in de Belgische eerste klasse in een wedstrijd tegen Standard Luik. Vanaf januari 2008 werd hij uitgeleend aan tweedeklasser Lierse SK om ervaring op te doen. In de zomer van 2008 besloot Germinal om hem te laten vertrekken. Daarop tekende hij een contract van twee jaar bij VW Hamme. Hierna speelde hij 1 seizoen bij Wetteren. Waarna hij op eigen initiatief vertrok naar Bornem.
Sinds 2018 speelt Tim voor K. Kontich FC in 1ste Provinciale. 

## Statistieken
| seizoen   | club               | land   | competitie           | wed.        | goals |
| --------- | ------------------ | ------ | -------------------- | ----------- | ----- |
| 2006/07   | Germinal Beerschot | België | Jupiler League       | 3           | 0     |
| 2007/08   | Germinal Beerschot | België | Jupiler League       | 0           | 0     |
| 2007/08   | Lierse SK          | België | Tweede Klasse        | 12          | 0     |
| 2008/09   | VW Hamme           | België | Tweede Klasse        | 31          | 1     |
| 2010/11   | Standaard Wetteren | België | Tweede Klasse        | 20          | 0     |
| 2011/12   | KSV Bornem         | België | Derde Klasse A       | 32          | 0     |
| 2012/13   | KSV Bornem         | België | Derde Klasse A       | 31          | 0     |
| 2013/14   | KSV Bornem         | België | Derde Klasse A       | 5           | 0     |
| 2018-2019 | K. Kontich FC      | België | 1ste Prov. Antwerpen | niet bekend | 1     |